# Signare

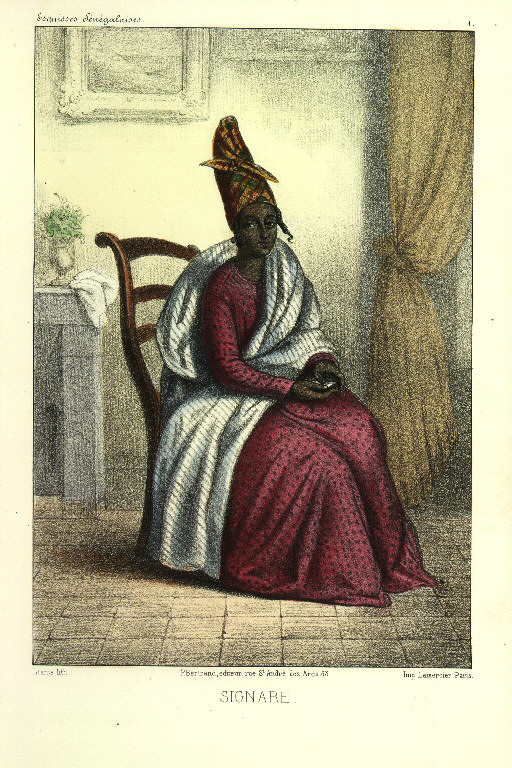
Signare : Aquarell des Abbé David Boilat, (Ausschnitt aus seinem Werk Esquisses sénégalaises, 1853)

Als Signaren (portugiesisch senhoras) wurden (vornehmlich junge) Frauen bezeichnet, die aus der Verbindung von (vor allem israelitischen) Portugiesen mit Angehörigen der Volksgruppe der Serer oder Lébou von der Petite-Côte in Senegal hervorgegangen sind. Auch in anderen Regionen Westafrikas, insbesondere Guinea-Bissau, wurde dieser Begriff so verwendet. Die Mütter der Signaren waren niemals Sklavinnen.

## Geschichte

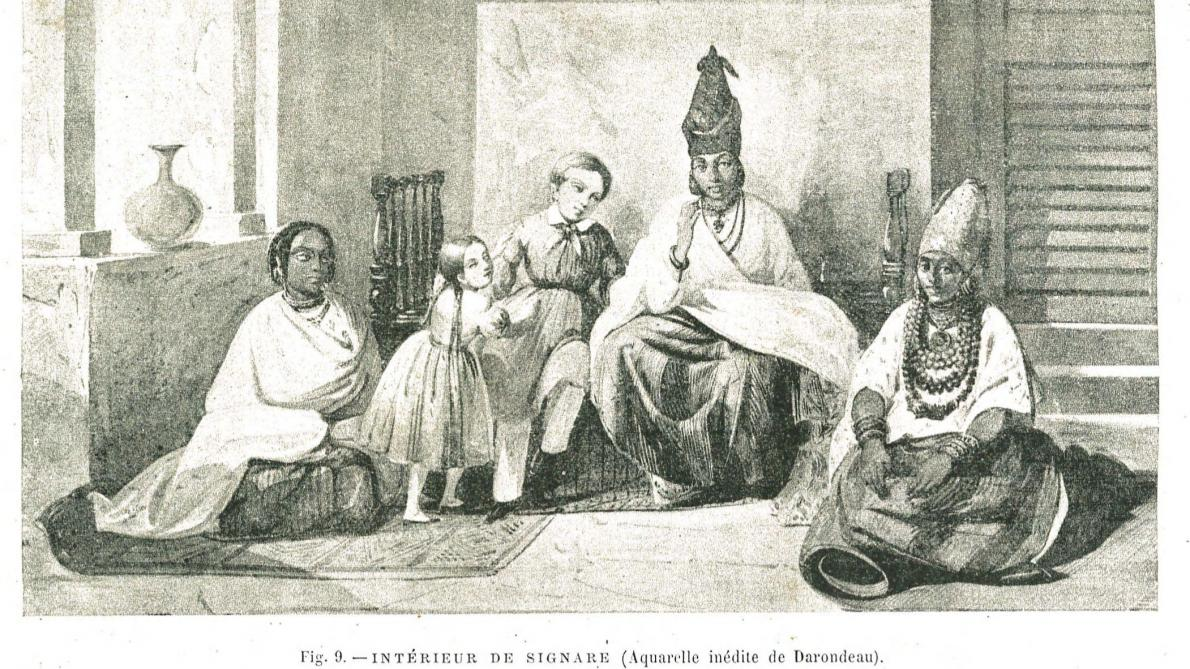
Inneneinrichtung der Signare. (Gravur von 1890)

Die ersten Signaren zu Beginn des 17. Jahrhunderts waren portugiesischsprachig. Die Ehen der Portugiesen mit den sererischen Frauen hielten in der Regel lange, da zahlreiche dieser Portugiesen ihr Leben auf den Handelsposten von Sine-Saloum verbrachten.
Auf diesen Handelsposten wuchsen auch die Signaren auf. Diese Handelsposten wurden gewissermaßen von den Signaren und vom Herrscher von Sine beherrscht. Gehandelt wurden insbesondere Leder, Baumwollstoffe, Indigo, Gold und Gewürze.
Die Ankunft der Franzosen und Engländer verwandelte Senegal in ein Kriegsgebiet und zerstörte diese matriarchale Mikro-Zivilisation und das bestehende pazifistische Wirtschaftssystem. Die Signaren emigrierten zu Beginn des 18. Jahrhunderts von der Petite-Côte nach Gorée und Saint-Louis, um sich vor den Kriegswirren zu schützen.
In Gorée erfanden die Signaren die sogenannte „marriage à la façon du pays“ (Hochzeit nach Art des Landes). Dies waren befristete Ehen, die sowohl vom französischen König als auch von der katholischen Kirche als gültig anerkannt wurden. Diese Ehen waren politischer und wirtschaftlicher Art, wurden nur bei Ehen mit Europäern eingesetzt und betrugen nie mehr als 15 % der Gesamtmenge an geschlossenen Ehen. Die Signaren bevorzugten endogame Ehen (80 % aller Eheschließungen), da nur diese den Fortbestand der eigenen Kultur und des Wohlstandes über Generationen hinweg garantieren konnten. Hochzeiten mit Europäern waren der Elite vorbehalten und dienten dazu, in Frankreich und England ein Beziehungsnetz aufzubauen, sowie der Gemeinschaft den Schutz der europäischen Verwandtschaft vor allfälligen Gewalttaten durch die Kolonialmächte zu bieten. Deswegen heirateten die Signaren vornehmlich Bürgerliche oder Adlige französischer oder englischer Abstammung und so gut wie nie einfache Matrosen.

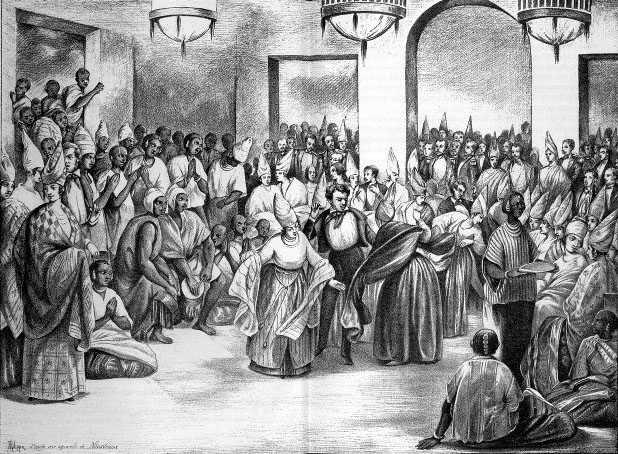
Ein Ball der Signaren in Saint Louis (Gravur von 1890)

Der Ritter Stanislas de Boufflers, der 1785 Gouverneur von Senegal war, heiratete die Signare Anne Pépin, die für ihre rauschenden Feste bekannt war. Es ist möglich, dass er sie bereits vor seiner Ernennung zum Gouverneur kennenlernte. Seine Nichte Anna Colas Pépin besaß das Haus der Sklaven.
Den Gouverneuren waren die Privilegien der Signaren lange ein Dorn im Auge. Dennoch gelang es den Signaren aufgrund ihrer familiären Verbindungen nach Europa, sämtliche Versuche, ihre bevorzugte Stellung zu schwächen, abzuwehren.
Die Signaren waren für ihre außerordentliche Schönheit und ihre Reichtümer bekannt. Sie galten als Femmes Fatales.

## Gegenwart

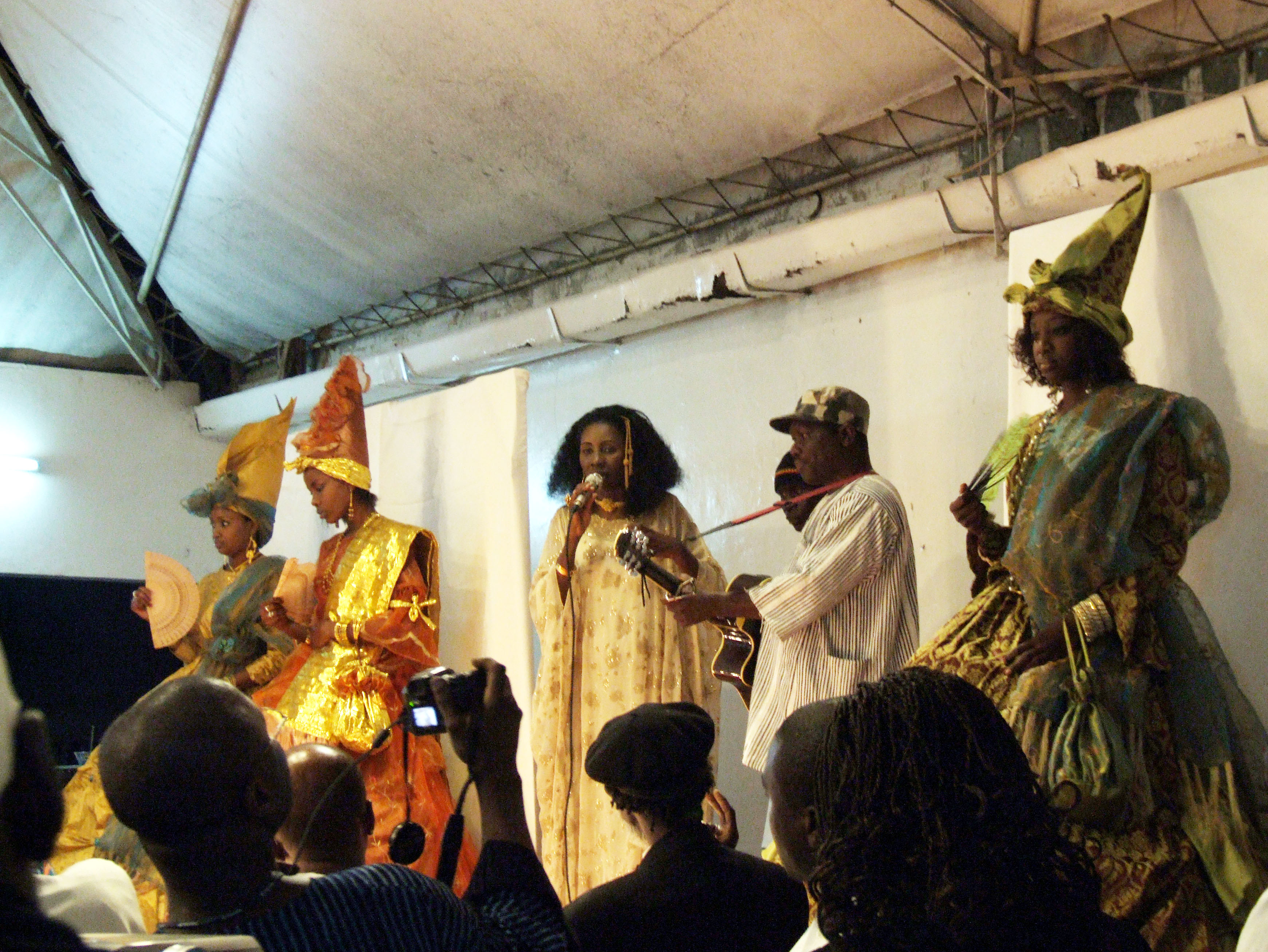
Hommage an die Signaren anlässlich einer Modeschau von Oumou Sy, die Léopold Sédar Senghor gewidmet ist.

Die Signaren etablierten eine prunkvolle Art zu leben, sodass diese Lebensart noch lange nach ihnen in zahlreichen Geschichtsbüchern oder Gedichten von Léopold Sédar Senghor mit ihnen in Verbindung gebracht wird. In Gorée und Saint-Louis in Senegal werden jährlich Schauspiele zu Ehren der Signaren abgehalten.

## Dokumentarfilm
- 1994: Gorée, l'île des signares (Abdoulaye Camara, Florence Morillères, France, Neyrac Films, 26')